# جانستیون (آرکانزاس)
جانستیون (آرکانزاس) (به انگلیسی: Junction City, Arkansas) یک شهر در ایالات متحده آمریکا با جمعیت ۷۲۱ نفر است که در آرکانزاس واقع شده‌است.

## موقعیت جغرافیایی
موقعیت جغرافیایی شهرها و مناطق اطراف به شرح زیر است: